# کانر (کالیفرنیا)
کانر (به انگلیسی: Conner) یک منطقهٔ مسکونی در ایالات متحده آمریکا است که در شهرستان کرن، کالیفرنیا واقع شده‌است. کانر ۸۹ متر بالاتر از سطح دریا واقع شده‌است.